# Безславні кріпаки
«Безславні кріпаки» — український пригодницький фільм-бойовик 2020 року. Режисер — Роман Перфільєв. Прем'єра стрічки відбулася 24 грудня 2020 року.
Спочатку фільм називався «Тарас Шевченко: Перший самурай». У березні 2020 був перейменований на «Безславні кріпаки». Слоган фільму: «Катана, пістоль і сталеві вуса».
Дія у стрічці відбувається в 1844 році. Рятуючись від переслідування імператором Японії, на територію України потрапляє самурай Акайо. Випадково він знайомиться з молодим Тарасом Шевченком. Вони об'єднуються кожен для своєї мети: Акайо прагне помсти за свого хазяїна, а Шевченко — повернути свою кохану-кріпачку.

## Сюжет
У Японії 1844 року група самураїв потрапляє в засідку ніндзя. Тим часом закріпачений Тарас Шевченко опиняється в полоні людоловів зі своєю коханою Марією. Згодом їх визволяє бунтар Богдан Чуба та закликає приєднатися до своєї ватаги. З-поміж врятованих виявляється самурай Акайо Накамура та Тарас Шевченко, вони відмовляються від пропозиції, бо вважають жортокість Богдана безчесною. Акайо розповідає, що його мати була українкою, проданою поміщиком у Японію. Хазяїна Акайо було нечесно вбито отруєною зброєю, а його меч відправлено в дар тому самому поміщику. Тож самурай хоче повернути реліквію. Він пропонує Тарасові розшукати Марію за допомогу в цій справі та обіцяє навчити фехтуванню. Проте Тарас відмовляється, кажучи, що бачить себе художником, а не воїном.
Тим часом пан Гаврило, який захоплюється опіумом, зустрічається з поміщиком Яромиром, який обмінює у японців наркотик на дівчат-кріпачок. Між ними двома стається сварка і Яромир викликає Гаврила на дуель, де вбиває суперника, а його слугу — єдиного свідка, забирає собі. Згодом поміщику приводять Марію, він хоче розправитися з нею, але вирішує помилувати, бо в той час прибуває японський работорговець Харімото і підносить у дар меча. За чергову порцію опіуму гість забирає кріпачок, його увагу привертає Марія. Оскільки Марія була коханкою Яромира, поміщик наполегливо відмовляє в обміні, але врешті піддається, просячи натомість убивство конкурентів. Харімото демонструє вправність своїх ніндзя, Яромир погоджується. Згодом ніндзя таємно вбивають інших поміщиків.
Тарас Шевченко, побачивши старий меч Акайо, пропонує дістати кращу зброю в знайомого лихваря. Той нещодавно поховав свого брата, вбитого Богданом Чубою, тому напивається і стріляє в гостей. Запідозривши Тараса в зраді, самурай знерухомлює обох і розпитує що сталося. Лихвар розповідає як Богдан поставився до нього нечесно, прикриваючись іменем козаків, а потім розстріляв малого брата і товаришів, щоб заволодіти унікальним пістолем «Тризубом». Лихвар дарує Тарасу та Акайо пістолі і вже втрьох знедолені вирушають на пошуки Марії та меча. Дорогою Шевченко, ображений на скупість лихваря, пише сатиричного вірша.
Переодягнувшись євреями, Тарас і Акайо з лихварем прибувають до Яромира під виглядом торговців, охочих купити меча. Акайо погрожує зарізати поміщика, але втручаються його охоронці. Під час сутички Шевченко біжить шукати Марію, але її вже забрали японці. Яромир, хоча й поранений, схоплює лихваря і розпитує хто були його спільники. Лихвар погоджується допомогти йому.
Шевченко думає застрелитися, тоді Акайо зауважує, що в Тараса ще є мрія стати поетом і художником, а Марії однозначно буде гірше в японському рабстві. Це надихає Шевченка почати вчитися в Акайо. Самурай потім дарує йому свого меча.
На маєток Яромира нападає ватага Богдана Чуби. Поміщик виходить на перемовини та пропонує служити йому. Богдан, повагавшись, погоджується. Гейша готує Марію для Харімото, паралізуючи її, щоб зробити своєрідний стіл для ньотайоморі (коли їжа розкладається на оголеному тілі). Вона розповідає, що Марія нагадує йому іншу кріпачку з України, яка померла.
Тарас із Акайо розправляються з охоронцями Харімото. Тарас визволяє кріпачок, тоді як самурай сходиться у двобої з убивцею свого хазяїна. Шевченку вдається розшукати Марію, але гейша погрожує вбити її. Тарас перемагає гейшу та примушує повернути рухливість Марії, яка потім переодягається японкою. В той час Богдан Чуба зі своїми спільниками нападає на Харімото і зв'язує його разом з Акайо. Тарас вирішує допомогти другові.
Шевченко пробирається до Богдана під виглядом його спільника. Починається бійка, під час якої Харімото з Акайо тікають, щоб продовжити свій поєдинок. Але Акайо відплачує супернику в його стилі, просто застреливши. Тараса долають, людолов стріляє в нього, та від кулі захищає записник. Тоді шинкар, скориставшись нагодою, застрелює людолова.
Акайо забирає меча свого хазяїна та повертається до Японії. Шевченко ж обіцяє помститися Яромиру і запрягає його в ярмо, безжально шмагаючи. Минає якийсь час, Тарас живе з Марією та думає як назвати свою книгу. Він бачить на вулиці кобзаря та пише заголовок «Кобзар».

## У ролях
- Роман Луцький — Тарас Шевченко
- Сергій Стрельников — Акайо Накамура
- Андрій Малінович — поміщик
- Яків Ткаченко — Богдан Чуба
- Ген Сето — Харімото
- Лі Берлінська — гейша[2]

## Зйомки
Режисер Роман Перфильєв розповідав, що ідея фільму виникла у нього під час Революції Гідності, коли українські художники почали зображати класиків літератури у сучасних образах (акція «Квантовий стрибок Тараса Шевченка»). Саме тоді він уявив Тараса Шевченка самураєм.
Зйомки проходили до вересня 2019 року у Києві, Чигирині та Пирогові. Анонсувалося, що в фільмі буде кілька борців за волю. Але головним героєм стане Тарас Шевченко, який за допомогою кількох пістолетів і меча каратиме поганців, рятуватиме чарівну красуню. Фільм, за словами продюсера Юрія Мінзянова, — це «атракціон, жвава, захоплива й надзвичайно іронічна стрічка, орієнтована на молодого глядача, який регулярно ходить до кінотеатрів».

## Сприйняття
На думку ITC.ua, «„Безславні кріпаки“ приємно дивують якістю фільмування та професійною роботою, виконаною на етапі постпродакшену. Це непоганий приклад кіно, коли глядачу помітна робота не тільки режисера й акторів, але й художників-постановників, костюмерів та саунд-дизайнерів. Тільки в такому виконанні провокативний сценарій з альтернативною історією про Шевченка отримує гідний шанс стати цікавим екшеном.» При цьому відзначалося, що «Одразу ж можна провести паралелі з фільмами Квентіна Тарантіно „Джанґо вільний“ та „Вбити Білла“, якими надихалися творці стрічки „Безславні кріпаки“. Схожість помітна майже в кожному кадрі й, що цікаво, ніхто цього не приховує. Можна сказати, що український режисер і сценарист Роман Перфільєв в „Безславних кріпаках“ наслідує жанр, який Тарантіно сформував своєю творчістю. Тобто Перфільєв бере реальні історичні факти та на їхній основі створює альтернативну реальність з атмосферою спагеті-вестерну. Там панує брутальність та беззаконня, але саме в цьому світі можливо все: і поява револьвера-тризуба, і пани, які полюбляють опіум, і дуже іронічне зображення різних національностей. Звичайно ж, в такому фільмі постать Тараса Шевченка може втратити святість, нав'язану шкільною освітою, та отримати нове зображення. У цьому немає нічого образливого, адже жодна хвилина фільму не є біографічною.»
У Zaxid.net відгукнулися: «Важко назвати фільм досконалим. Проте спроба подивитись на Шевченка не як на пам'ятник, позбавити його непозбувної бентеги, надавши натомість героїчних рис, варта уваги. Катана та револьвери стають чудовим доповненням до тих поетичних текстів, які знаємо з дитинства. А харизма Романа Луцького стає чудовим доповненням до динамічного, хоч часом і не логічного сюжету.»
Згідно з «Суспільним», «Занадто низьким виявився градус божевілля, на яке чекаєш від фільму з такою ідеєю. Затьмарюють ситуацію й очевидні огріхи в драматургії: чергова „жінка в біді“ замість героїні (у якій на весь фільм кілька реплік); антагоністи-лиходії, чия головна рушійна сила — бути поганими; шаблонні в розрізі характерів головні герої, між якими коли і виникає „хімія“, то так само швидко й зникає. Не забуваймо про набір зі стереотипних жартів (про євреїв, про жінок, про самураїв) і відсутність центрального меседжу, яким можна було б виправдати те, що відбувається. Безвольний український народ не особливо прагне „порвати кайдани“, Шевченко стає самураєм після кількох ударів ногою між ніг, а Акай в сутичці зі своїм головним ворогом забуває про принципи воїна, тому що „втомився від усього цього“.» Але попри ці огріхи «Підсумовуючи, „Безславні кріпаки“ — цікавий експеримент в українському ігровому кінематографі, хороший задум на майбутнє, який чекає на більш осмислену в художньому плані реалізацію.»
У рецензії «Детектора медіа» фільм характеризувався як «Суперечливе та сюрреалістичне українське кіно». За його словами, «Звісно, весь цей фільм знаходиться цілком у паралельній реальності, яка не має стосунку ні до реального Тараса Шевченка, ні до реальної України дев'ятнадцятого століття, ні до чогось хоч трохи притомного з нашої історії чи сьогодення. Стрічка є спробою (і далеко не першою) перенести на вітчизняний ґрунт естетику Квентіна Тарантіно, яка залишається все ще взірцевою для багатьох кінематографістів. Суть цієї естетики у тому, аби, перебуваючи цілком на території популярної, фактично бульварної культури, говорити про важливі, принципові речі.» І хоча «Безславні кріпаки» запозичує примітні особливості фільмів Тарантіно, «у фільмі фактично немає центральної сильної ідеї, яка була у стрічках американського кінорежисера.»